# Teraoka Kinpei

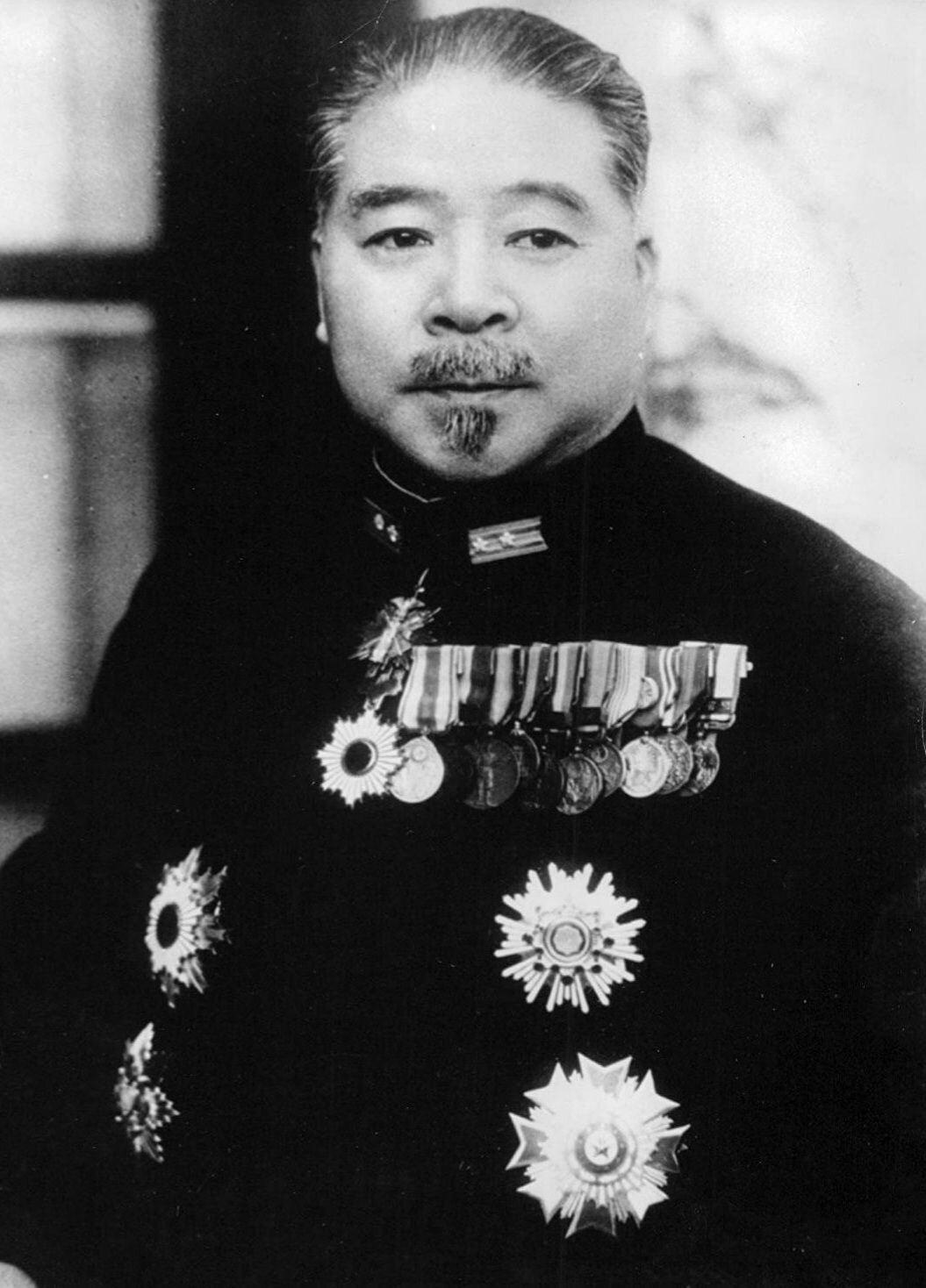
Vizeadmiral Kinpei Teraoka

Teraoka Kinpei (japanisch 寺岡 謹平; * 13. März 1891 in Tsuruoka; † 2. Mai 1984) war ein Vizeadmiral der Kaiserlich Japanischen Marine während des Zweiten Weltkrieges im Pazifikraum. Obwohl er wusste, dass der Krieg eigentlich schon beendet war, befahl er am Morgen des 15. August, dem Tag, an dem der Tennō Hirohito den „Kaiserlichen Erlass über das Kriegsende“ (終戦の詔書, shūsen no shōsho) im Radio hatte verlesen lassen, einen Kamikaze Einsatz. Obwohl er den Piloten versprach, ebenfalls einen Kamikazeangriff zu fliegen, tat er es, im Gegensatz zu Admiral Ugaki Matome, nicht und überlebte das Kriegsende.

## Biographie

### Frühe Jahre
Am 13. März 1891 wurde Teraoka als zweiter Sohn des Grundschuldirektors Teraoka Yoshihide in Haguro-cho, Higashitagawa-gun, Präfektur Yamagata (heute Stadt Tsuruoka) geboren. Nach dem Besuch der Shinjo Junior High School absolvierte er im Juli 1912 die Klasse 40 der Marine Akademie als 65. von 144 Schülern. Als Fähnrich wurde er der Mannschaft auf dem Panzerkreuzer Azuma zugeteilt und im Mai auf das Schlachtschiff Settsu versetzt. Im Dezember 1913 wurde er Leutnant und nahm an Weiterbildungen im Bereich des Torpedo- und Artillerieeinsatzes in der Marinehochschule (海軍大学校, Kaigun Daigakkō) in Etajima teil, die bis zum Dezember 1915 dauerten.

### Erster Weltkrieg
Im Ersten Weltkrieg, an dem die Japanische Marine nur während der Suche nach dem deutschen Ostasiengeschwader und dem Kleinen Kreuzer Emden und bei der Einnahme der deutschen Kolonie Kiautschou (Belagerung von Tsingtau) teilnahm, tat Teraoka als Leutnant zur See bis zum Dezember 1918 auf dem Panzerkreuzer Kurama, dem Zerstörer Shirakumo und dem Schlachtschiff Katori Dienst.

### Zwischenkriegszeit
Zum Kapitänleutnant befördert besuchte er auf der Marineakademie bis zum Dezember 1919 den Torpedokurs für Fortgeschrittene und übernahm nach dem Abschluss die Position des Kommandeurs des 2. Torpedobootsgeschwaders, bis er am 1. Mai 1922 selbst Lehrer an der Marineakademie wurde. Im Dezember wurde er zum Korvettenkapitän befördert und nahm an einer weiteren Weiterbildung an der Marineakademie teil, die er im November 1926 abschloss. Im Dezember wurde er Torpedochef des Schlachtschiffes Hyūga, bis er im November 1927 zum Mitglied der 3. Sektion der 2. Division des Generalstabs der Marine ernannt wurde. Im November 1929 wurde er zum Fregattenkapitän befördert und wurde ein Jahr später dem Stab der 3. Schlachtschiffsdivision zugeteilt. Ab April 1930 war er im Admiralstab der Marine. Im Juli 1931 wurde er zum Militärattaché der kaiserlichen Familie ernannt und wurde bis November 1933 Adjutant von Prinz Nobuhito. Vom November war Teraoka Ausbilder beim Yokosuka-Marineluftgeschwader und am Marine College der Republik China, bis er im Range eines Kapitäns zur See auf den Flugzeugträger Sōryū versetzt wurde. Vom 15. November 1938 bis zum 15. November 1939 war er Kommandant der Akagi. Im November 1939 wurde er zum Konteradmiral der Marine befördert und übernahm das Kommando über die 3. Luftflotte der Marine und wurde ein Jahr später zum stellvertretenden Direktor der Marineakademie ernannt. Im März 1941 übernahm er den Posten des Militärberaters der Regierung von Nanjing beim Flottenhauptquartier des japanischen Gebietes in China.

### Zweiter Weltkrieg
Am 7. August 1944 übernahm Teraoka die 1. Luftflotte, oder das, was sein Vorgänger Kakuta Kakuji davon übrig gelassen hatte. Dieser hatte seine Verbände ohne ausreichende Ausbildung in den Kampf geschickt und dementsprechend schwere Verluste erlitten. Außerdem blieben die Einsätze seiner Flugzeuge gegen die amerikanischen Flugzeugträger weitgehend wirkungslos. Seinem Vorgesetzten Admiral Ozawa gegenüber schwieg Kakuta darüber und beging Anfang August, abgeschnitten auf Tinian, Seppuku. Die erste Luftflotte bestand im Juni noch aus 12 Flugzeugen, wurde zwar noch verstärkt, war aber viel zu schwach, um ihre Aufgabe in der Schlacht von Leyte, die Unterstützung der japanischen Restflotte, wahrnehmen zu können.
Am 19. Oktober 1944 traf Teraoka sich mit Vizeadmiral Ōnishi, der auf den Philippinen eingetroffen war und ihn im November als Kommandeur der 1. Luftflotte ablösen sollte. Onishi war der Meinung, dass hinsichtlich der Schwäche der Luftflotte konventionelle Angriffe keinen Erfolg bringen konnten. Er kam zu dem Schluss, dass der einzige Weg, das Heimatland zu retten, darin bestand, eine tödliche Ramm-Taktik anzuwenden. Teraoka vertraute Onishi daraufhin die Bildung des Kamikaze-Korps an.
Am 11. November 1944 wurde Teraoka zum Oberbefehlshaber der 3. Luftflotte ernannt und war damit für die Verteidigung Ostjapans, also der Pazifikküste, verantwortlich. Auf Grund von Treibstoffproblemen, mangelnder Ausbildung der Piloten und Mangel an Flugzeugen war die 3. Luftflotte bei der Abwehr US-amerikanischer Angriffe auf Tokyo bzw. Yokohama nicht sehr wirkungsvoll. Am Morgen des 15. August ordnete er noch einen Kamikaze-Einsatz auf US Schiffe bei Okinawa an. Angeblich wusste Teraoka bereits vom Ende des Krieges und erklärte angeblich, später selbst zu gehen, hatte aber, ebenso angeblich, nicht die Absicht, sein Versprechen zu halten. Am 15. September 1945 wurde Teraoka in den Ruhestand versetzt.